# Benthophilus magistri
Benthophilus magistri är en fiskart som beskrevs av Modest Mikhaĭlovich Iljin 1927. Benthophilus magistri ingår i släktet Benthophilus och familjen smörbultsfiskar. IUCN kategoriserar arten globalt som livskraftig. Inga underarter finns listade.

## Bildgalleri

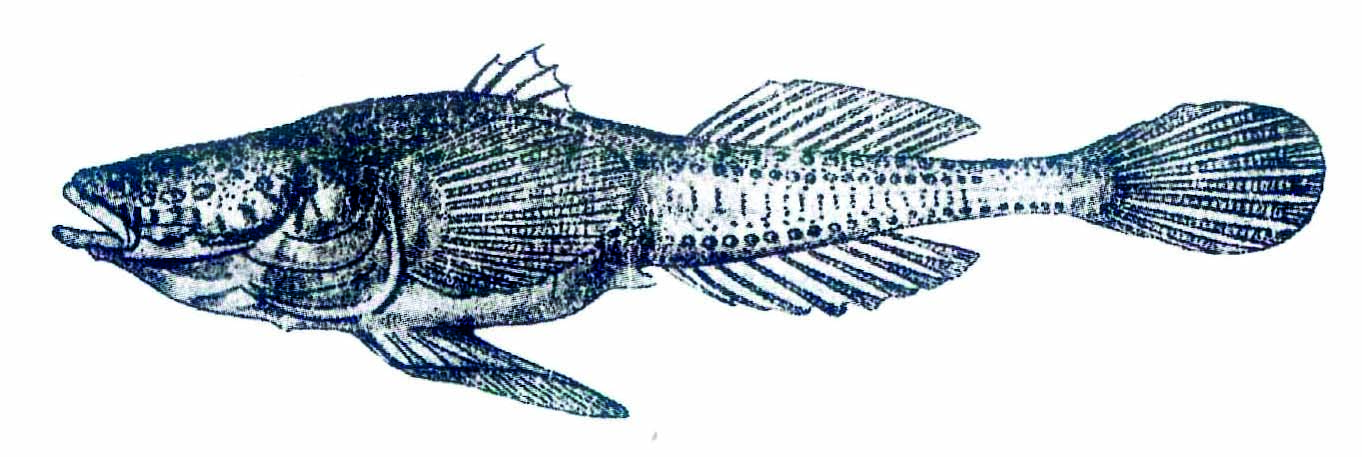
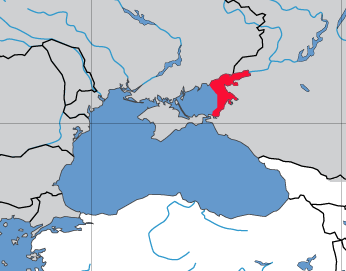